# 三宅忠明
三宅 忠明（みやけ ただあき、1939年3月7日 - ）は、日本の英文学者、岡山県立大学名誉教授。

## 経歴
岡山県長船町出身。
1962年岡山大学法文学部卒、岡山県立成羽高等学校（現岡山県立高梁城南高等学校）、岡山県立金川高等学校、岡山県立岡山操山高等学校教諭、1974年岡山就実短期大学講師、1975年助教授、1979年就実女子大学助教授、1983年教授、1990年京都女子大学教授、1993年岡山県立大学教授、1999 - 2001年同附属図書館長、2004年定年退官、名誉教授、岡山商科大学教授、2007年退職。
スコットランド、アイルランドの民話のほか、比較民話研究、デアドラ伝説の翻訳などを行う。

## 著書
- 『スコットランドの民話』（大修館書店） 1975
- 『アイルランドの民話と伝説』（大修館書店） 1978
- 『カメとスイギュウ』（アルコプランニング、贈る絵本） 1998
- 『民間説話の国際性 比較文化論』（共編、大学教育出版） 2000
- 『日本の昔話19 肥後の昔話』（浜名志松,三原幸久共編、日本放送出版協会） 1977

## 翻訳
- 『世界の民話 イギリス編　ジャックと豆の木 ほか』（荻太郎絵、家の光協会） 1978
- 『世界むかし話8 (イギリス・アイルランド) おやゆびトム』（ほるぷ出版） 1979
- 『ベーオウルフ』（久保田彩子絵、NHK出版、基礎英語1990年1 - 3月号） 1990
- 『妖精事典』（キャサリン・ブリッグズ、平野敬一・井村君江・吉田新一共訳、冨山房） 1992、新装版2024
- 『ペンタメローネ 五日物語』（ジャンバッティスタ・バジーレ、杉山洋子共訳、大修館書店） 1995、ちくま文庫 2005
- 『カニのマーヤ あまみおおしまのサルカニがっせん』（稲田和子再話、英訳、アルコプランニング、月刊子ども達に贈る絵本） 1996
- 『ウバユリ』（稲田和子再話、温羅書房、贈る絵本シリーズ） 1997
- 『元気な鬼』（真鍋芳生、英訳、温羅書房、贈る絵本シリーズ） 1997
- 『天人女房』（稲田和子再話、アルコプランニング、贈る絵本） 1997
- 『夕日のモルマ』（堤しゅんぺい、英訳、温羅書房、贈る絵本シリーズ）　1997
- 『悲しみのデァドラ』（J・M・シング、大学教育出版） 1999
- 『デァドラ』（W・B・イェイツ、大学教育出版） 1999
- 『ウシュナの子』（T・オフラナガン, P・W・ジョイス、大学教育出版、デァドラ精選シリーズ） 2000
- 『デァドリー』（A.カーマイケル, J.ジェイコブズ, グレゴリー夫人、森定万里子共訳、大学教育出版、デァドラ精選シリーズ） 2000

## 参考
- みやけ教授
- 『現代日本人名録』 2002年